# I fuochi del cielo
I fuochi nel cielo (The Fires of Heaven) è il quinto romanzo del ciclo fantasy La Ruota del Tempo scritto dall'americano Robert Jordan. L'edizione originale inglese è stata pubblicata da Tor Books il 15 ottobre 1993; la prima edizione italiana è stata pubblicata da Fanucci Editore nel novembre 2004, mentre nel 2007 è uscita l'edizione tascabile (collezione TIF Extra).
I fuochi nel cielo consta di un prologo e 56 capitoli.

## Trama
All'inizio del libro il Drago Rinato ed i suoi amici (Mat, Moiraine, Lan, Egwene, Aviendha) si trovano ancora nella città del Rhuidean; laggiù vengono attaccati dai segugi neri e poi vengono informati che gli Shaido si stanno muovendo in forze contro le Terre Bagnate, lasciando una scia di morte.
Inseguendo gli Aiel Shaido, che hanno attraversato la Dorsale del Mondo e stanno saccheggiando Cairhien, Rand al'Thor (Drago Rinato e Car'a'carn) conduce oltre la Dorsale anche i quattro clan Aiel che lo hanno riconosciuto e gli sono fedeli. I due eserciti formati dagli Aiel si scontrano nella seconda battaglia di Cairhien, di gran lunga la più grande battaglia campale di tutta la Randland dai tempi di Artur Hawkwing, circa 1000 anni prima. Nel frattempo, da una torre di osservazione, Rand, Egwene ed Aviendha colpiscono gli Shaido con l'Unico Potere, finché un Reietto non abbatte la torre stessa. Inoltre, all'inizio della battaglia Mat Cauthon, con le sue conoscenze di tattica militare derivategli dal suo viaggio oltre la soglia degli Eelfinn ne L'ascesa dell'Ombra, suggerisce un piano di battaglia molto vantaggioso e quindi salva alcune truppe locali da un'imboscata degli Shaido; guidando poi quelle truppe per tutto il giorno, vince numerose battaglie, ed uccide personalmente il capo degli Shaido, Couladin, che si era proclamato anche lui Car'a'carn. Gli Shaido sconfitti, si ritirano a nord, verso la zona del Pugnale di Kinslayer.
Il Drago Rinato entra trionfalmente a Cairhien rimettendo ordine tra la nobiltà locale e gli Alti Signori Tarenesi, inviati da lui in precedenza. In seguito, un infuriato Rand, credendo la regina Morgase di Andor uccisa dal Reietto Rahvin, che si cela sotto le spoglie di lord Gaebril, si prepara a Viaggiare a Caemlyn con un piccolo squadrone d'assalto Aiel, per vendicarla. Prima di iniziare il viaggio però, Rand viene indotto da Moiraine a recarsi ai moli di Cairhien, dove la Reietta Lanfear, venendo a sapere che Rand ha avuto un rapporto sessuale con Aviendha, pazza di gelosia tenta di ucciderlo; Moiraine afferra Lanfear ed entrambe cadono oltre la soglia degli Eelfinn, che esplode, uccidendole apparentemente. 
Nel frattempo Nynaeve al'Meara ed Elayne Trakand, accompagnate da Thom e Juilin, viaggiano attraverso terre piene di pericoli, nel tentativo di trovare il rifugio segreto delle Aes Sedai che si sono ribellate ad Elaida. Sotto la minaccia costante di Moghedien, dall'Ajah Nera, dei seguaci del Profeta Masema, dei servitori di Elaida e dei Manti Bianchi, lungo la via trovano rifugio nel serraglio di Valan Luca; nel frattempo Birgitte Silverbow diventa Custode di Elayne e quindi vengono aiutate a fuggire dalla città di Samara in rivolta, grazie all'aiuto di Galad Damodred. Nynaeve infine riesce a ricordare da una visione sfuggevole  nel Tel'aran'rhiod, che le ribelli si trovano nella città di Salidar, perciò il loro variegato gruppo finalmente raggiunge le sorelle ribelli.
Dopo la scomparsa di Moiraine, Rand attacca dunque Caemlyn e Mat, Asmodean ed Aviendha vanno con lui; ma Rahvin ha predisposto delle trappole che colpiscono proprio gli amici del Drago Rinato. Colto dalla furia, Rand insegue Rahvin fin nel Tel'aran'rhiod ma viene pericolosamente intrappolato in quel mondo parallelo.
Dopo che sono arrivate a Salidar, Nynaeve ha un nuovo scontro con la Reietta Moghedien, ma questa volta riesce ad intrappolarla, utilizzando un a'dam nel Tel'aran'rhiod, quindi la costringe a recarsi a Caemlyn ad aiutare Rand. Grazie a questo aiuto insperato, Rand si libera della trappola di Rahvin e lo distrugge con il fuoco malefico.
Poco dopo, Asmodean viene ucciso da una figura che lui riconosce, ma che è rimasta sconosciuta ai lettori.

## Particolarità
In questo libro non compare del tutto Perrin Aybara, uno dei tre maggiori protagonisti dell'intera saga.